# Кинотеатр Л’Идеаль

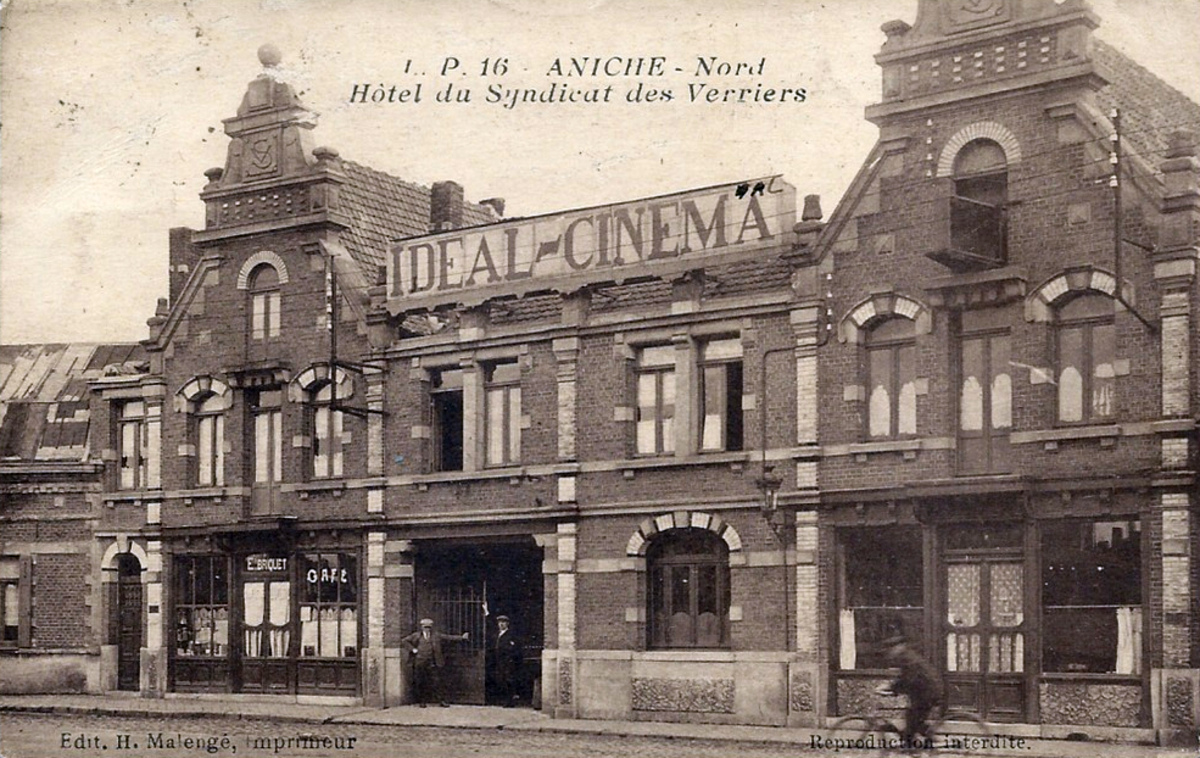
Кинотеатр Л’Идеаль

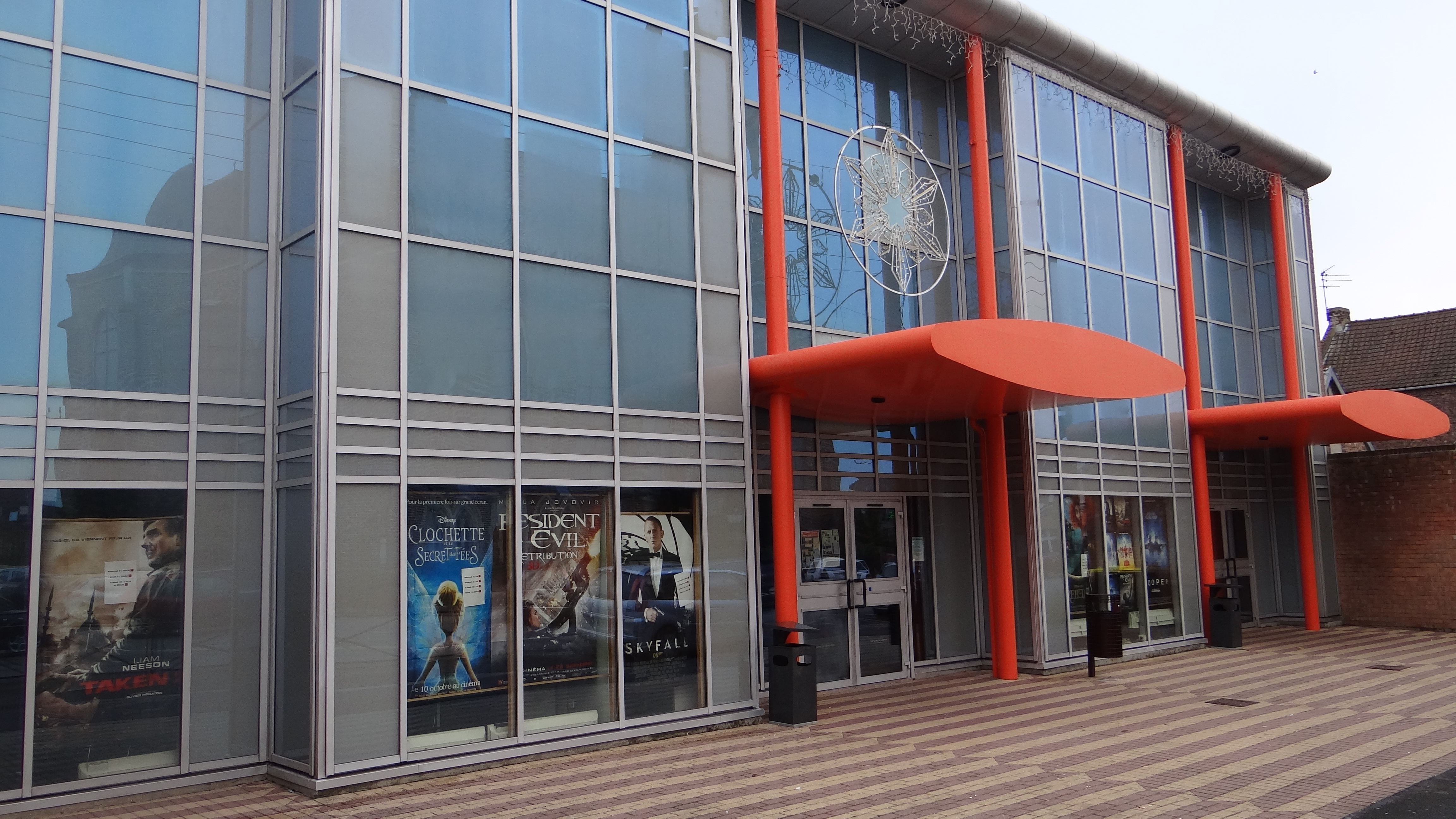
Кинотеатр Л’Идеаль в 2012 г.

Зал кинотеатра «Л’Идеаль» Жака Жана Тати расположен в городе Аниш во Франции. В начале 19 века Аниш был промышленным центром, специализирующимся на угледобыче и стекольной продукции.
Здание построено по заказу профсоюза рабочих стекольных мастерских (1800 членов) и торжественно открыто 26 января 1902 года как офис синдиката с большим залом.
Роже Шнейде, член профсоюза и муниципального совета, был знаком с Лениным. Кино становится средством пропаганды, а Роже Шнейде стал инициатором открытия кинотеатра «Л’Идеаль Синема Жак Тати», где первый сеанс прошёл 23 ноября 1905 года.
В 1993 году старое здание снесли и на его месте построили новое, названное в честь Жака Тати.
«Л’Идеаль Синема — Жак Тати» был обновлён в октябре 2012 г. с переходом на цифровой формат.